# فوسفيت
الفوسفيت (phosphite) أو (phosphite anion) هو الاسم الشائع للأملاح اللاعضوية المستحصلة من حمض الفوسفوروز (H3PO3)، بالتالي يمكن كتابة صيغتها على الشكل 2−[HPO3].
يطلق على المشتقات العضوية لحمض الفوسفوروز اسم الفوسفونات، وهي تسمية تفضلها منظمة IUPAC على المركبات اللاعضوية أيضاً.
تأخذ الفوسفيتات بنية جزيئية رباعية السطوح في المركبات التي تحويها، كما يوجد عدد من الصيغ الرنينية وذلك بشكل مساوٍ إلكترونياً لأنيون البيكبريتيت −HSO3، المشابه بنيوياً.